# 劉休賓
劉休賓（？—472年），字處幹，平原郡平原县（今山东省平原县）人，因祖父劉昶隨南燕開國君主慕容德南遷而徙居北海郡都昌縣。南朝宋及北魏官員。父親是陳南頓二郡太守劉奉伯。休賓也是南齊光祿大夫劉懷珍的堂兄弟。劉休賓在宋官至兗州刺史，時值魏軍南下接收因徐州刺史薛安都等投降而新得的淮北土地，休賓顧念妻兒而欲降卻不能得，最終待隨近重鎮歷城失守後才投降。入魏後為懷寧縣令。

## 生平
劉休賓在宋曾任虎賁中郎將，而在泰始二年（466年）徐州刺史薛安都降魏之時休賓就擔任寧朔將軍、幽州刺史，駐鎮梁鄒。當時魏將慕容白曜行軍至升城，派了人去說降劉休賓，但休賓予以拒絕。及後龍驤將軍崔灵延及行勃海郡房靈延等數十家亦逃到梁鄒，共推休賓為征虜將軍、兗州刺史。泰始三年十二月庚辰（468年1月13日），劉宋朝廷亦授休賓輔國將軍、兗州刺史。劉休賓的妻子崔氏是魯陽平二郡太守崔邪利的女兒，她與和休賓生下的兒子劉文曄於元嘉二十七年（450年）隨鄒山城遭北魏攻陷而被擄入魏。至此時，慕容白曜特意請來崔氏與文曄到來，連同在北海被俘的休賓兄弟劉延和之妻兒，一同送到到梁鄒城下給休賓看。休賓見狀即寫信給慕容白曜表示願意投降，又派了兼主簿尹文達到歷城觀察魏軍。文達接著去見慕容白曜，並問及休賓家族投降後的待遇，慕容白曜表示他們不但能得富貴，更能與妻兒團聚。白曜又讓文達到升城和休賓妻兒會面，劉文曄見文達時更抓住他號哭，並留下了指甲和頭髮作信物讓文達帶回去。文達回到梁鄒城後向休賓出示信物，又將白曜的話及所見魏軍形勢向休賓報告，休賓遂決定投降。但他在與侄兒劉聞慰討論投降之事時，聞慰則懷疑文達是在說謊，不願投降。休賓於是再派文達去和白曜約定日期獻降，白曜亦起誓不會食言，更加將早前魏廷任命休賓為持節、平南將軍、冀州刺史，賜爵平原公的詔命交給文達送回去。休賓遂再度勸聞慰投降，但聞慰仍然懷疑，固執不降，休賓遂過了約定日期仍未降。
慕容白曜在一晚就派了著作佐郎許赤虎到了梁鄒南門下說：「你們和劉休賓說，為甚麼多次派尹文達去見僕射，並承諾會送降書，誠心歸降，現在欲失信，過了期限都沒有做。」這話隨即傳遍城內，城內的人都認為劉休賓要出賣他們以換取魏廷的賞賜，休賓更是無法投降。梁鄒及後就遭到魏軍進攻，休賓這樣一直守到翌年（469年）春季，連在歷城的冀州刺史崔道固也降了，道固的兒子崔景業也與劉文曄到梁鄒城下，休賓就此出城迎降。慕容白曜送了休賓及十多個有名望的人到平城，都獲奉為客。北魏設立平齊郡後，將由梁鄒遷來的人民之居住區域劃為懷寧縣，並以休賓為懷寧縣令。
延興二年（472年），劉休賓去世。

## 家庭

### 兄弟姐妹
- 刘乘民
- 刘延和
- 刘氏，嫁明歆之

### 夫人
- 清河崔氏，北魏广宁郡太守、临淄子崔邪利之女

### 子女
- 劉文曄，高陽太守，爵都昌貞子。
- 劉文顥，文曄弟，性格仁孝篤厚，安豐王拓跋猛的徐州府騎兵參軍
- 劉文季，文曄弟，南青州左軍府錄事參軍。
- 刘氏，嫁青州治中、梁郡太守崔敬友

## 延伸阅读
[在维基数据编辑]
 《魏書·卷43》，出自魏收《魏书》
 《北史·卷039》，出自李延壽《北史》